# Cam Thượng
Cam Thượng is een xã in het district Ba Vì, een van de districten in de Vietnamese hoofdstad met provincierechten Hanoi. Cam Thượng heeft ruim 5600 inwoners op een oppervlakte van 8,26 km².

## Geografie en topografie
Cam Thượng ligt op de rechter oever van de Rode Rivier en ligt tegen de grens met thị xã Sơn Tây.